# Goathland
Goathland is een civil parish in het bestuurlijke gebied Scarborough, in het Engelse graafschap North Yorkshire met 438 inwoners.
Goathland heeft van 1992 tot september 2009 gediend als decor van de televisieserie Heartbeat. De winkeltjes en het postkantoor, de garage alsook het Goatland Hotel zijn daarin belangrijke kenmerken van dit plaatsje, dat in de serie Aidensfield heet.
Het plaatsje heeft een treinstation dat verbonden is aan de spoorlijn Grosmont-Pickering.

## Galerij

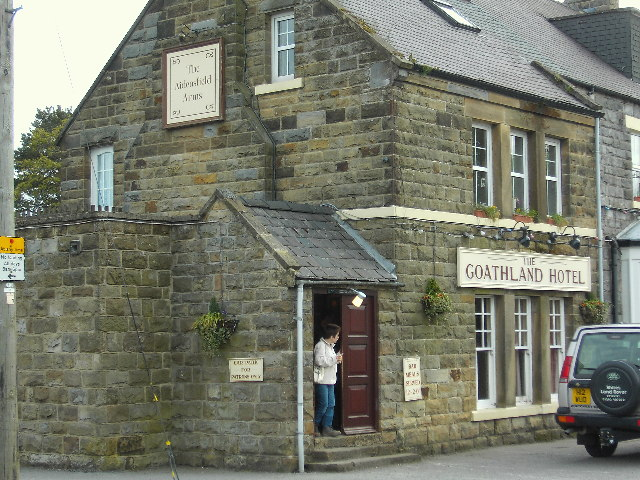
Goathland Hotel is de set voor de Aidensfield Arms
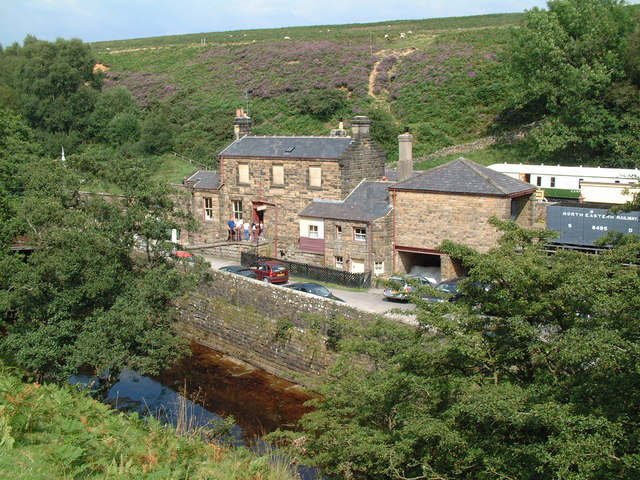
Goathland Station (Aidensfield station) werd veelvuldig gebruikt in de serie.
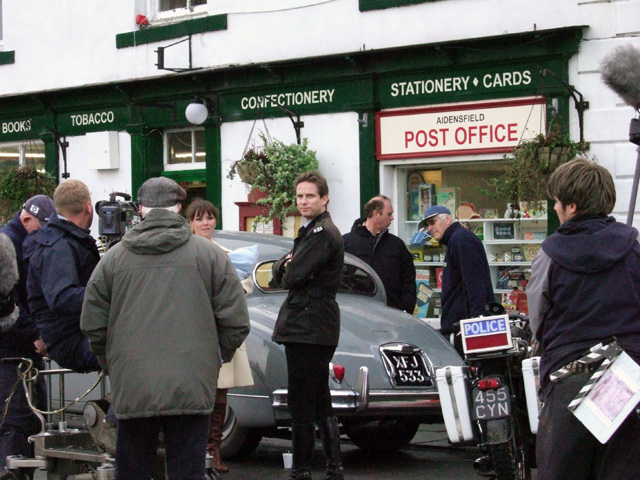
Filmset van Heartbeat

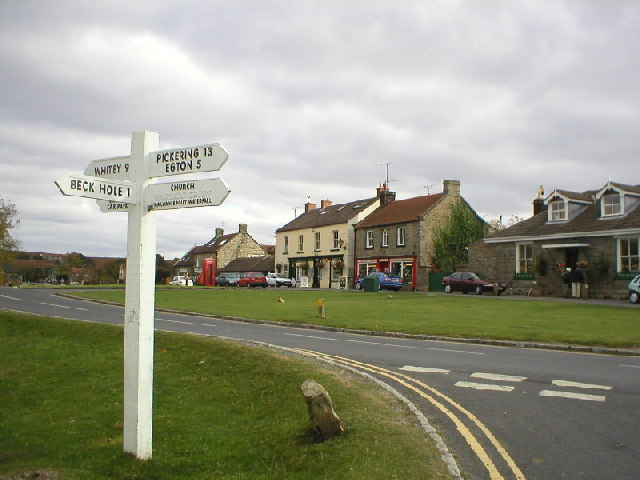
Postkantoor en winkeltjes van Goathland, die vaak het decor vormen voor de serie Heartbeat.
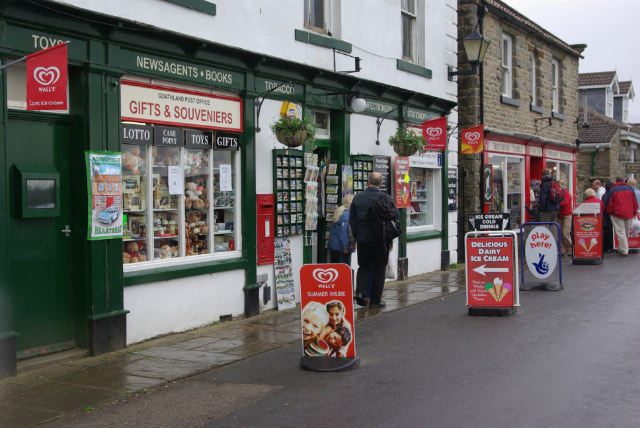
Aidensfield winkeltjes in Goathland
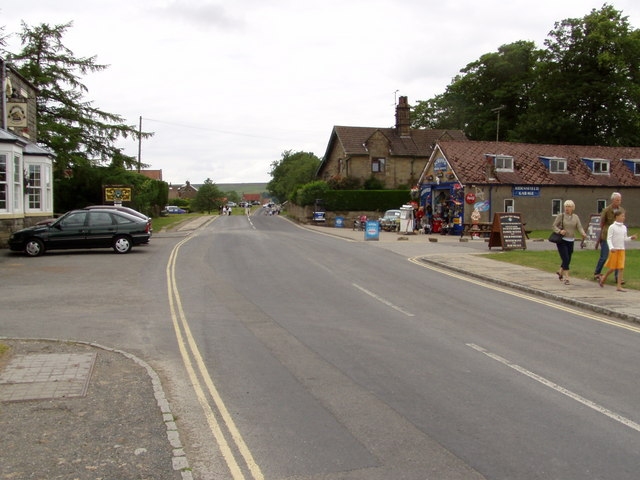
De hoofdstraat in Goathland